# Conicosia
Genre
Classification phylogénétique
Conicosia N.E.Br. est un genre de plante de la famille des Aizoaceae.
Conicosia N.E.Br., in Gard. Chron., ser., 3. 78: 433 (1925), in clave ; N.E.Br. in Phillips, Gen. S. Afr. Fl. Pl.: 247 (1926) [descr. ampl.]
Type : Conicosia pugioniformis (L.) N.E.Br. [in Phillips, Gen. S. Afr. Fl. Pl.: 247 (1926)] (Mesembryanthemum pugioniforme L.)

## Liste des espèces
- Conicosia affinis N.E.Br.
- Conicosia alborosea L.Bolus
- Conicosia australis L.Bolus
- Conicosia bijlii N.E.Br.
- Conicosia brevicaulis Schwantes
- Conicosia capensis N.E.Br.
- Conicosia capitata Schwantes
- Conicosia communis N.E.Br.
- Conicosia coruscans Schwantes
- Conicosia elongata Schwantes
- Conicosia fusiformis N.E.Br.
- Conicosia muirii N.E.Br.
- Conicosia pugioniformis N.E.Br.
- Conicosia pulliloba N.E.Br.
- Conicosia robusta N.E.Br.
- Conicosia roodiae N.E.Br.